# 比叡辻遺跡
比叡辻遺跡（ひえいつじいせき）は、滋賀県大津市比叡辻一丁目にある13世紀初めから15世紀の後半、鎌倉時代から室町時代にかけての集落跡。

## 概要
比叡山延暦寺の麓、琵琶湖の湖岸で、宅地の造成工事に伴って発見された中世（鎌倉時代 - 室町時代）の集落跡。青白磁梅瓶（めいびん）、青磁香炉など貴重な遺物が発見されている。2022年1月より発掘調査が進められている。
低湿地帯に盛り土をして建物を建てていた模様。人口増によって土地が必要になり、元々居住地でない場所に改良工事をして住む場所を確保していたとみられる。土師器の皿や瓦質の火鉢など日用品から、香道で用いる香炉も見つかり、比較的身分の高い人々が暮らしていたと考えられる。
室町幕府第3代将軍・足利義満が1394年に日吉大社へ参拝する準備のため、比叡辻などにいた馬借・車借らが集められた記録が残る。また、1467年から始まった応仁の乱では、貴族や高僧らが同地区へと避難したことも知られている。